# Kinga Polak
Kinga Polak (z domu Zakościelna) (ur. 10 czerwca 1993 w Koszalinie) – polska szachistka, mistrzyni FIDE.

## Kariera szachowa
Sukcesy szachowe zaczęła odnosić w bardzo młodym wieku. W 2000 r. zajęła II m. w mistrzostwach Polski przedszkolaków. W finałach mistrzostw kraju juniorek startowała jeszcze wielokrotnie, zdobywając trzy srebrne medale, w latach 2007 (Środa Wielkopolska, MP do 20 lat) oraz 2008 (Łeba, MP do 16 lat i Środa Wielkopolska, MP do 20 lat). W 2007 r. zajęła w Szybeniku IV m. na mistrzostwach Europy juniorek do 14 lat. W 2009 r. zdobyła w barwach klubu "Hetman" Politechnika Koszalińska tytuł drużynowej mistrzyni polski w szachach błyskawicznych. W 2010 r. zdobyła w Karpaczu brązowy medal mistrzostw Polski juniorek do 18 lat.
Najwyższy ranking w dotychczasowej karierze osiągnęła 1 listopada 2010 r., z wynikiem 2176 punktów zajmowała wówczas 25. miejsce wśród polskich szachistek.